# 尖塔海参
尖塔海参（学名：Holothuria spinifera）为海参科海参属的动物。分布于红海、阿拉伯湾、斯里兰卡、菲律宾、澳大利亚以及中国大陆的广东、海南等地，常栖息于水深38-42米的粗沙或贝壳底。该物种的模式产地在菲律宾群岛。